# Henriette Kjær
Henriette Kjær (ur. 3 maja 1966 w Elsted koło Aarhus) – duńska polityk, parlamentarzystka, w latach 2001–2004 minister.

## Życiorys
Kształciła się w szkole bibliotekarskiej Biblioteksskolen i Aalborg. Pracowała w firmie kurierskiej, a od 1988 na różnych stanowiskach w redakcji „Jyllands-Posten”. Zaangażowała się w działalność polityczną w ramach Konserwatywnej Partii Ludowej, w połowie lat 80. była przewodniczącą jej regionalnych struktur młodzieżowych. W 1994 po raz pierwszy uzyskała mandat posłanki do Folketingetu. Z powodzeniem ubiegała się o reelekcję w wyborach w 1998, 2001, 2005 i 2007.
W listopadzie 2001 została ministrem spraw społecznych i równouprawnienia w pierwszym rządzie Andersa Fogh Rasmussena. W sierpniu 2004 przeszła na stanowisko ministra ds. rodziny i konsumentów. Ustąpiła w lutym 2005, dwa dni przed powołaniem nowego rządu i po zainteresowaniu się mediów prywatnymi finansami jej rodziny. W 2008 stanęła na czele frakcji poselskiej swojego ugrupowania. Zrezygnowała z tej funkcji w 2011, rezygnując z ubiegania się o reelekcję w wyborach parlamentarnych.
Po odejściu z polityki została lobbystą w przedsiębiorstwie Ehrenberg Kommunikation.